# 9897 Malerba
9897 Malerba (1996 CX7) là một tiểu hành tinh vành đai chính được phát hiện ngày 14 tháng 2 năm 1996 bởi M. Tombelli và U. Munari ở Cima Ekar.